# إميليا (لويزيانا)
إميليا (بالإنجليزية: Amelia CDP, Louisiana) هي منطقة سكنية تقع بولاية لويزيانا في الولايات المتحدة. تبلغ مساحتها 7.3 كم2، وترتفع عن سطح البحر 2.1336 م، بلغ عدد سكانها 2,459 نسمة في عام 2010 حسب إحصاء مكتب تعداد الولايات المتحدة وتصل الكثافة السكانية فيها 336.8 نسمة لكل كيلومتر مربع (872.3/ميل2).

## التركيبة السكانية
حدّد مكتب تعداد الولايات المتحدة بيانات التركيبة السكانية لإميليا في تعداد الولايات المتحدة. في ما يلي، التركيبة السكانية حسب تعدادي 2000 و2010.

### تعداد عام 2000
بلغ عدد سكان إميليا 2,423 نسمة بحسب تعداد عام 2000، وبلغ عدد الأسر 766 أسرة وعدد العائلات 549 عائلة مقيمة في المنطقة السكنية. في حين سجلت الكثافة السكانية 331.9 نسمة لكل كيلومتر مربع (859.6/ميل2). وبلغ عدد الوحدات السكنية 942 وحدة بمتوسط كثافة قدره 129 لكل كيلومتر مربع (334.1/ميل2).
وتوزع التركيب العرقي للمنطقة السكنية بنسبة 58.69% من البيض و12.38% من الأمريكيين الأفارقة و0.66% من الأمريكيين الأصليين و22.70% من الأمريكيين ذوي الأصول الآسيوية و4.25% من الأعراق الأخرى و1.32% من عرقين مختلطين أو أكثر و8.17% من الهسبانيون أو اللاتينيون من أي عرق.
بلغ عدد الأسر 766 أسرة كانت نسبة 43.6% منها لديها أطفال تحت سن الثامنة عشر تعيش معهم، وبلغت نسبة الأزواج القاطنين مع بعضهم البعض 55% من أصل المجموع الكلي للأسر، ونسبة 9.9% من الأسر كان لديها معيلات من الإناث دون وجود شريك، بينما كانت نسبة 6.8% من الأسر لديها معيلون من الذكور دون وجود شريكة وكانت نسبة 28.3% من غير العائلات. تألفت نسبة 20.5% من أصل جميع الأسر من عدة أفراد يعيشون في نفس المنزل ونسبة 5.6% كانت تتألف من شخص يعيش بمفرده يبلغ من العمر 65 عاماً أو أكثر. وبلغ متوسط حجم الأسرة المعيشية 3.07، أما متوسط حجم العائلات فبلغ 3.60.
بلغ العمر الوسطي للسكان 30.8 عاماً. وكانت نسبة 31.6% من القاطنين تحت سن الثامنة عشر، وكانت نسبة 10% بين الثامنة عشر والرابعة والعشرين عاماً، ونسبة 29.1% كانت واقعةً في الفئة العمرية ما بين الخامسة والعشرين والرابعة والأربعين عاماً، ونسبة 19.4% كانت ما بين الخامسة والأربعين والرابعة والستين، ونسبة 6.9% كانت ضمن فئة الخامسة والستين عاماً فما فوق. يوجد لكل 100 أنثى 117.0 ذكر، ويوجد لكل 100 أنثى في الثامنة عشر من عمرها فما فوق 119.8 ذكر.
بلغ متوسط دخل الأسرة في المنطقة السكنية 26,953 دولارًا، أما متوسط دخل العائلة فبلغ 29,063 دولارًا. وكان متوسط دخل الذكور 30,313 دولارًا مقابل 16,917 دولارًا للإناث. وسجل دخل الفرد الخاص بالمنطقة السكنية 9,483 دولارًا. وكانت نسبة 29.6% من العائلات ونسبة 32.5% من السكان تحت خط الفقر، وكان من هؤلاء نسبة 38.9% تحت سن الثامنة عشر ونسبة 39.9% في الخامسة والستين من العمر وما فوق.

### تعداد عام 2010
بلغ عدد سكان إميليا 2,459 نسمة بحسب تعداد عام 2010، وبلغ عدد الأسر 809 أسرة وعدد العائلات 574 عائلة مقيمة في المنطقة السكنية. في حين سجلت الكثافة السكانية 336.8 نسمة لكل كيلومتر مربع (872.3/ميل2). وبلغ عدد الوحدات السكنية 918 وحدة بمتوسط كثافة قدره 125.8 لكل كيلومتر مربع (325.8/ميل2).
وتوزع التركيب العرقي للمنطقة السكنية بنسبة 43.59% من البيض و9.03% من الأمريكيين الأفارقة و1.50% من الأمريكيين الأصليين و18.63% من الأمريكيين ذوي الأصول الآسيوية و0.12% من سكان جزر المحيط الهادئ و23.30% من الأعراق الأخرى و3.82% من عرقين مختلطين أو أكثر و36.48% من الهسبانيون أو اللاتينيون من أي عرق.
بلغ عدد الأسر 809 أسرة كانت نسبة 40.8% منها لديها أطفال تحت سن الثامنة عشر تعيش معهم، وبلغت نسبة الأزواج القاطنين مع بعضهم البعض 47.5% من أصل المجموع الكلي للأسر، ونسبة 12.7% من الأسر كان لديها معيلات من الإناث دون وجود شريك، بينما كانت نسبة 10.8% من الأسر لديها معيلون من الذكور دون وجود شريكة وكانت نسبة 29% من غير العائلات. تألفت نسبة 19.8% من أصل جميع الأسر من عدة أفراد يعيشون في نفس المنزل ونسبة 4.6% كانت تتألف من شخص يعيش بمفرده يبلغ من العمر 65 عاماً أو أكثر. وبلغ متوسط حجم الأسرة المعيشية 3.04، أما متوسط حجم العائلات فبلغ 3.46.
بلغ العمر الوسطي للسكان 32.1 عاماً. وكانت نسبة 26.4% من القاطنين تحت سن الثامنة عشر، وكانت نسبة 11.6% بين الثامنة عشر والرابعة والعشرين عاماً، ونسبة 29.8% كانت واقعةً في الفئة العمرية ما بين الخامسة والعشرين والرابعة والأربعين عاماً، ونسبة 24.3% كانت ما بين الخامسة والأربعين والرابعة والستين، ونسبة 7.8% كانت ضمن فئة الخامسة والستين عاماً فما فوق. وتوزع التركيب الجنسي للسكان بنسبة 57.5% ذكور و42.5% إناث.